# Pedra Dreta de l'Agly
La Pedra Dreta de l'Agly est un menhir situé à Espira-de-l'Agly, dans le département français des Pyrénées-Orientales.

## Description
La pierre est constituée d'un monolithe en calcaire grossier pratiquement parallélépipédique de 2 m de hauteur sur 0,65 m de largeur et d'épaisseur. Une face est gravée d'un signe en « S » barré en son milieu d'un trait horizontal aux extrémités pattées indiquant la limite territoriale de la commune d'Espira-de-l'Agly. La pierre marque le point de rencontre des limites de quatre communes limitrophes : Tautavel, Vingrau, Espira et Cases-de-Pène : les territoires des quatre communes s'allongent en pointe en direction de la pierre ce qui laisse supposer que le bornage a été réalisé en fonction de la position préexistante de la pierre, or le découpage territorial  existait dès l'époque carolingienne.